# Paul von der Planitz

Paul Edler von der Planitz

Karl Paul Edler von der Planitz (* 20. September 1837 in Hohengrün, Vogtland; † 19. August 1902 in Hosterwitz, Amtshauptmannschaft Dresden) war ein sächsischer General der Infanterie und von 1891 bis 1902 Kriegsminister des Königreichs Sachsen.

## Leben

### Herkunft
Er entstammte dem alten vogtländischen Adelsgeschlecht Edler von der Planitz und war der Sohn des sächsischen Oberbergrats Maximilian Edler von Planitz (1811–1883) und dessen erster Ehefrau Maria Jani (1817–1844). Sein Vater hatte in zweiter Ehe seine Verwandte Karoline Edle von der Planitz geheiratet.

### Militärkarriere
Planitz trat 1853 in die Sächsische Armee ein, wurde 1856 Offizier und kam 1861 in den Generalstab. Als Generalstabsoffizier nahm er während des Deutsch-Dänischen Kriegs 1864 teil am Zug der Bundesexekutionstruppen, die nach Holstein entsandt worden waren.
1866 befand er sich im Gegensatz zu Preußen, als der Deutsche Krieg ausbrach. 1867 wurde Planitz zum Hauptmann und Adjutanten des Kronprinzen Albert ernannt, 1869 wurde er zum Batteriechef ernannt. Im Deutsch-Französischen Krieg gehörte er zu Beginn dem Generalstab des XII. Armee-Korps, später dem der Maas-Armee an, er wirkte an der Belagerung von Paris mit. Für seine Leistungen hatte man ihn mit beiden Klassen des Eisernen Kreuzes sowie am 29. September 1870 mit dem Ritterkreuz des Militär-St.-Heinrichs-Ordens ausgezeichnet. Nach dem Friedensschluss war Planitz vom 10. Mai 1871 bis 1872 im Großen Generalstab in Berlin tätig.
Nachdem er 1872/73 dem Generalstab in Dresden angehört hatte, wurde er bis zum Jahre 1883 sächsischer Militärbevollmächtigter und Bevollmächtigter zum Bundesrat in Berlin. Anschließend beförderte man ihn zum Chef des sächsischen Generalstabs. 1888 avancierte Planitz zum Generalmajor und kommandierte vom 1. Februar 1889 bis zum 18. April 1891 die 1. Infanterie-Brigade Nr. 45. 1891 wurde Planitz als Generalleutnant auch sächsischer Kriegsminister und schließlich 1896 zum General der Infanterie à la suite des Leib-Grenadier-Regiments Nr. 100 ernannt.
Er war Inhaber des Hausordens der Rautenkrone sowie Großkreuz des Friedrichsordens. Außerdem wurde ihm zu Ehren 1902 die Straße vor der Kaserne des 15. Infanterie-Regiments Nr. 181 in Chemnitz „Planitzstraße“ benannt. Noch heute trägt das angrenzende Gewerbegebiet den Namen „Planitzwiese“.

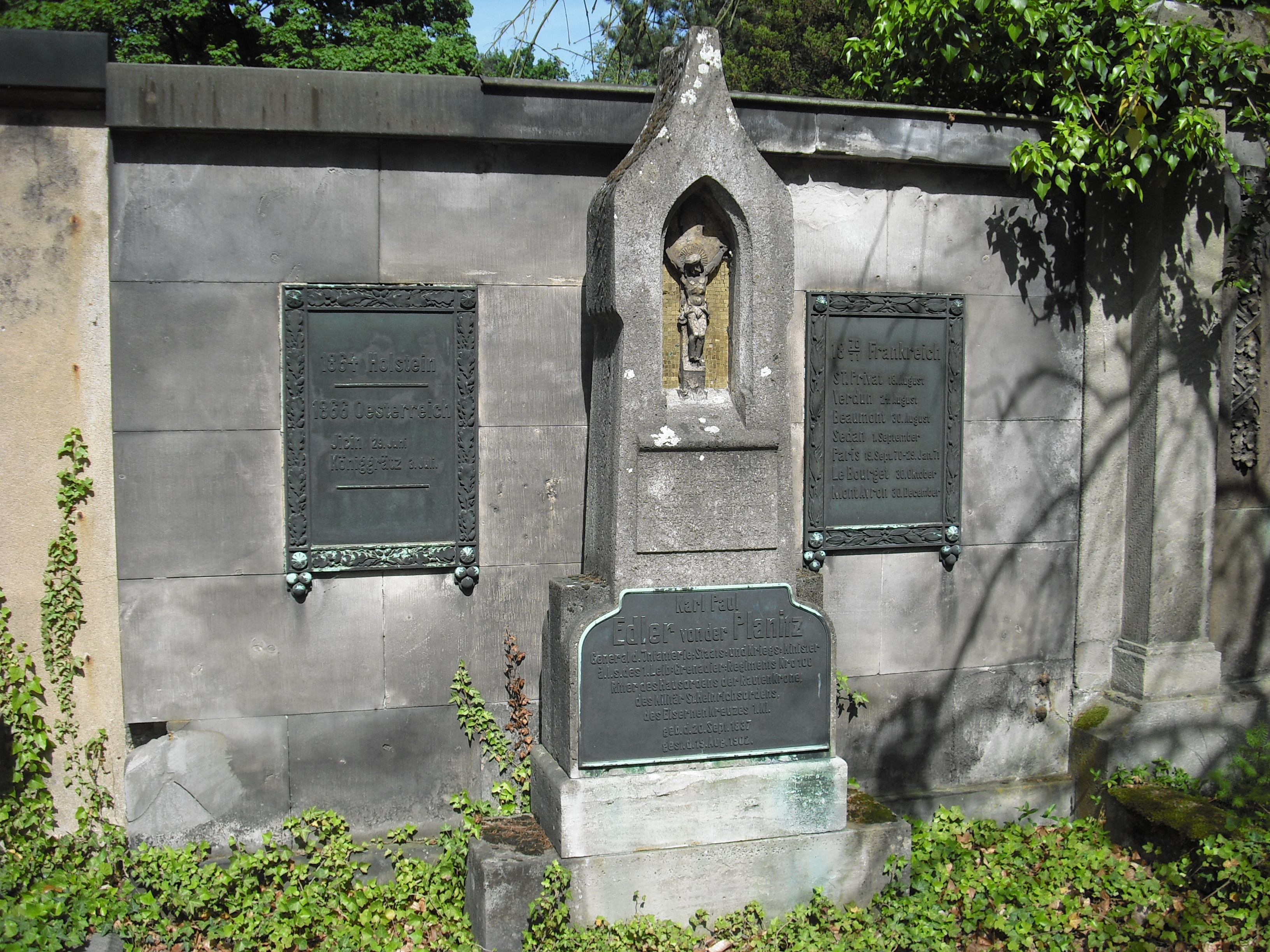
Grabstätte Paul Edler von der Planitz

Nach seinem Tode wurde er mit militärischen Ehren auf dem Dresdner Garnisonfriedhof in der Albertstadt beigesetzt. Das Grab ist erhalten.

### Familie
Planitz heiratete am 20. September 1873 in Hosterwitz Isidore von Tschirschky und Bögendorff (1851–1924), die Tochter des sächsischen Wirklichen Geheimrats Otto Julius von Tschirschky und Bögendorff, Generaldirektor der Sächsischen Staatseisenbahnen, und der Isidore von Ampach. Das Paar hatte drei Töchter:
- Maximilie Marie Gabriele (Gella) (1874–1954) ⚭ 1899 in Dresden Georg O’Byrn (1864–1942), sächsischer Generalmajor
- Hedwig Bertha Carola (1877–1947).
- Amelie Barbara Sibylla (1882–1919) ⚭ 1909 Arndt von Kirchbach